# Christer G. Wennerholm
Christer Erik Govert Wennerholm, född 16 mars 1953 i Björkviks församling i Södermanlands län, död 5 november 2023 i Sofia distrikt i Stockholm, var en svensk politiker (moderat). Han var landstingsråd i Stockholms läns landsting 2002–2014, landstingsråd i opposition 2002–2006 med ansvar för sjukvårdsfrågor, därefter landstingsråd med ansvar för trafikfrågor, 1:e vice ordförande i landstingsstyrelsen, vice ordförande i landstingsrådsberedningen, ordförande i styrelsen för AB Storstockholms Lokaltrafik (SL) och Svenska Lokaltrafikföreningen (SLTF). Han lämnade sina uppdrag efter valet 2014.
Han var även ledamot i Stockholms kommunfullmäktige från 1998. Tidigare var han förbundsombudsman i Moderata ungdomsförbundet och politisk sekreterare för moderaterna i landstinget. Christer G Wennerholm var även ordförande för Mälardalsrådet 2008–2009 och 2013–2015, en organisation som samlar 57 kommuner och 5 landsting som verkar för att stärka Stockholm-Mälarregionens attraktivitet och konkurrenskraft. 
Han var under en period sambo med Beatrice Ask och fick en son med henne.
Han var ordförande i moderaternas gayorganisation Öppna Moderater 2007–2011. Wennerholm kom ut som homosexuell 1991.